# Jonas Gelžinis
Jonas Gelžinis (Kaunas, 2 de março de 1988) é um automobilista lituano que disputa a Porsche Carrera Cup britânica desde 2010.

## Carreira
Tendo iniciado a carreira no kart, Gelžinis passaria ainda por categorias de menor expressão, como a Volkswagen Castrol Cup (2005-06) e as divisões regionais de Malmö e Gotemburgo da Porsche Carrera Cup sueca, entre 2007 e 2008.
Em 2010, muda-se para a Inglaterra para disputar a mesma categoria, terminando sua primeira temporada em décimo lugar. No ano seguinte, fecha o campeonato em sexto, ficando com o título na classe Pro-Am. Esse desempenho renderia ao lituano uma sondagem para integrar a Academia de Jovens Pilotos da FIA, mas não foi incluído na relação de trinta pilotos que disputariam dezoito vagas.
Emplaca quatro pódios seguidos nas primeiras etapas da temporada de 2012, e chega a vencer a corrida 1 de Snetterton, mas acabaria desclassificado. Sua primeira vitória oficial foi no mesmo ano, em Brands Hatch, na primeira bateria.
Gelžinis faria sua melhor temporada na Porsche Carrera Cup em 2013, ao ficar em segundo lugar na classificação geral, com 210 pontos ganhos.
Seus irmãos, Ignas e Andrius, também são pilotos de automobilismo.